# Paweł Piasecki
Paweł Piasecki (Piaseczno, 17 ottobre 1579 – Mogiła, 1º agosto 1649) è stato un vescovo cattolico e politico polacco.

## Biografia
Fu segretario reale del re Sigismondo III di Svezia dal 1613 al 1627, assistendo in prima persona agli avvenimenti succedutisi in quattordici anni di governo svedese-polacco.
Ricoprì alcune cariche ecclesiastiche: fu vescovo di Kam"janec' (1627-1641), di Chełm (1641-1644) e di Przemyśl (1644-1649).
I suoi diari vennero raccolti in un'unica opera dal titolo Chronica gestorum in Europa singularium.

## Genealogia episcopale
La genealogia episcopale è:
- Cardinale Scipione Rebiba
- Cardinale Giulio Antonio Santori
- Cardinale Girolamo Bernerio, O.P.
- Vescovo Claudio Rangoni
- Arcivescovo Wawrzyniec Gembicki
- Arcivescovo Jan Wężyk
- Vescovo Paweł Piasecki